# Wolf von Kahlden
Wolf von Kahlden (* 2. September 1901 in Neustadt bei Pinne; † 27. Oktober 1979 in München) war ein deutscher Offizier, zuletzt Brigadegeneral der Bundeswehr, und Angehöriger der Organisation Gehlen. Von 1957 bis 1961 war er Kommandeur der Heeresoffizierschule I. 

## Herkunft
Wolf von Kahlden war Angehöriger der Familie von Kahlden und ein Sohn des Erbherrn auf Kannenberg und preußischen Polizeirats Karl Richard Guido von Kahlden (1847–1927) und der Gertrud von Kall (1874–1958). Er war zwei Mal verheiratet, Kinder sind nicht bekannt.
Kahlden trat 1913 in die Kadettenanstalt im Schloss Bensberg ein und machte 1918 in der Preußischen Hauptkadettenanstalt zu Groß-Lichterfelde sein Abitur.

## Militärkarriere

### Reichswehr
Beförderungen
- 1924 Leutnant
- 1928 Oberleutnant
- 1934 Hauptmann

1919 war er Mitglied des Freikorps Hindenburg in Kolberg.
Am 30. März 1921 wurde er Fahnenjunker im 4. (Preußisches) Infanterie-Regiment der Reichswehr und 1922/23 zur Ausbildung zur Kriegsschule München kommandiert. Dort war er, wie alle Offizieranwärter seines Jahrgangs, in den Hitler-Ludendorff-Putsch verwickelt und erhielt daher 1934 den "Blutorden" (Nr. 1464).
1923/24 war er Fähnrich und Gewehrführer in der 4. (MG)/Infanterieregiment 4 in Kolberg. 1924 besuchte er die Kriegsschule Ohrdruf. Danach war er Zugführer und Nachrichtenzugführer in der 1./Infanterieregiment 4 in Stargard. 1928 absolvierte er den Nachrichtenlehrgang an der Nachrichtenschule Jüterbog. Von 1929 bis 1932 war er Bataillonsadjutant. Von 1932 bis 1934 war er erneut Zugführer. Von 1934 bis 1936 absolvierte er den Generalstabslehrgang an der Kriegsakademie in Berlin.

### Wehrmacht
Beförderungen
- 1938 Major i. G.
- 1941 Oberstleutnant i. G.
- 1943 Oberst i. G.

1936 wurde er Operationsoffizier (Ia op.) beim Generalkommando des XII. Armeekorps in Wiesbaden.
Im Jahre 1938 erfolgte die Versetzung in den Generalstab. Er wurde Kompaniechef der 12./Infanterieregiment 15 in Kassel. 1939 war er Quartiermeister im Generalkommando der Grenztruppen Saarpfalz. Von 1939 bis 1942 war er Personalreferent und Erster Generalstabsoffizier (Ia) in der Zentralabteilung des Generalstabs des Heeres (GZ). 1941 war er kommandiert als Verbindungsoffizier Oberkommando des Heeres zu den Panzergruppen 3 und 2 (Panzergruppe Guderian). 1941/42 war er Vertreter Ia und 1942/43 Ia im Panzerarmeeoberkommando 2. 1943 wurde er in die Führerreserve versetzt. Im Anschluss wurde er Taktiklehrer an der Luftkriegsschule Berlin-Gatow. Später war er als Chef des Generalstabes zur Einarbeitung beim XXXX. Panzerkorps kommandiert. 1943/44 war er schließlich Chef des Generalstabes unter Generalfeldmarschall Ferdinand Schörner und General der Panzertruppen Otto von Knobelsdorff ebendort, 1944 dann in selbiger Position beim Panzerarmeeoberkommando 5 (Panzergruppe West) unter mehreren Oberbefehlshabern. 1944 erfolgte die erneute Versetzung in die Führerreserve. 1944/45 war er Chef des Generalstabes im Armeeoberkommando 15 unter General der Infanterie Gustav-Adolf von Zangen. Nach einer abermaligen Führerreserve ging er kurz vor Kriegsende auf den Lehrgang für höhere Truppenführung nach Bad Wiessee.  Im Juni 1945 geriet er in Kriegsgefangenschaft, in der er bis September 1947 verblieb. 

### Organisation Gehlen und Bundesnachrichtendienst
Von Oktober 1947 bis Mai 1956 war er Angehöriger der Organisation Gehlen bzw. nach dessen Umwandlung in eine Bundesbundesbehörde ab dem 1. April 1956 noch für zwei Monate Angehöriger des Bundesnachrichtendienstes.

### Bundeswehr
Am 1. Juni 1956 wurde er als Oberst in die Bundeswehr übernommen und war zunächst bis Juli 1957 war er Leiter der Annahmestelle im Wehrbereich III in Düsseldorf. Am 7. Juli 1957 erfolgte die Beförderung zum Brigadegeneral. Vom August 1957 bis Juni 1961 war er Kommandeur der Heeresoffizierschule I in Hannover. Mit Ablauf des Juni 1961 wurde er in den Ruhestand versetzt.

## Privates
Von Kahlden war verheiratet.

## Auszeichnungen
1933–1945
- 1933: Blutorden
- 1940: Eisernes Kreuz II. Klasse
- 1942: Eisernes Kreuz I. Klasse
- 1944: Deutsches Kreuz in Gold

nach 1945
- 1961: Bundesverdienstkreuz I. Klasse